# Caicedonia
Caicedonia és un municipi colombià, situat en la subregió orient de la Vall del Cauca. A més, es troba a la regió paisa colombiana i l'eix cafeter. És anomenada la Ciudad Centinela del Valle.

## Història

### Primers pobladors
A l'arribada dels conqueridors espanyols a Nova Granada, el territori on avui s'aixeca el municipi de Caicedonia estava habitat per tribus salvatges que procedien directament de la gran nació Muisques, per línia dels Pijaos, la vida dels quals transcorria sense cap norma preestablerta que indiqués característiques de construir una civilització precolombina.
La tribu més excel·lent d'aquests pobles indígenes era la Bulira o Burila, membres dels pijaos els dominis dels quals s'havien localitzat a la Serralada Central i regions adjacents i constituïa una avançada cap a occident. Per la seva ferocitat, era una tribu molt temuda i els seus membres tenien, com a principal ocupació, la guerra, de la qual van fer el seu passatemps favorit per fustigar constantment als seus veïns, els Gorrons i els Quimbayas.
La tribu Burila va tenir caps excel·lents entre els quals destacava el cacic Chanama. Temut pels seus enemics i obeït per tots els del seu poble, va desfermar contra els conqueridors espanyols la més cruenta guerra. Avui dia se li ret homenatge amb un monument al Parc de Las Palmas o Daniel Gutiérrez i Arango, sent l'única obra dedicada a honrar la memòria dels primers pobladors de la ciutat.

### Fundació
Els primers colons arribats al territori que avui és Caicedonia provenien, en la seva majoria, dels municipis de Guatapé, Sant Rafael, Sant Roque i Medellín. Inicialment, es van establir a l'anomenat pla de Cuba, ja que la seva topografia els oferia avantatjoses condicions per aixecar un caseriu.
Desafortunadament, no hi ha dades precises sobre la data en què van arribar aquests colons a Cuba, però es creu, fonamentalment, que va passar entre els anys 1903 i 1906. Altres colons van arribar al pla procedents d’Armènia, Manizales i Pereira. Aquests van iniciar l'enderrocament, amb el permís de la Societat de Burila, propietària d'aquests terrenys i el gerent del qual era el doctor Daniel Gutiérrez i Arango, una de les persones que més va influir en la colonització i va encoratjar permanentment els que s'havien compromès en aquesta aventura perquè protocol·litzessin la fundació d'una població.
Tot i que la població va poder ser fundada amb l'arribada dels primers colons, van decidir esperar alguns anys amb l'esperança que el nombre d'habitants augmentés.
Nom del/s fundador (és):Daniel Gutiérrez i Arango, Alonso Gutiérrez, José Jota Londoño, Manuel Jaramillo, Joaquim Parra, Jesús Maria Ramírez, José Maria Zapata, Rafael A. Hurtado, Calixt Laverde, Cayetano Ayala, Jorge Moreno, Juan Francisco Díaz.

### Municipi
El corregiment de Cuba, que en aquell moment formava part del Districte de Zarzal, va ser renomenat com a Caicedonia i va ser oficialment fundat com a municipi de la Vall del Cauca el 3 d'agost de 1910. A través de l'Ordenança núm. 21 del 20 d'abril de 1923, es concedeix vida jurídica i administrativa al municipi de Caicedonia, la qual inicia l'1 de setembre de 1923.

## Educació
En l'actualitat, Caicedonia compta amb una seu d'educació superior de la Universitat de la Vall; també compta amb tres col·legis d'educació bàsica secundària i educació mitjana: la Institució Educativa Bolivarià, la Institució Normal Superior Maria Immaculada i el Col·legi Sagrat Cor de Jesús, que es troba localitzat a la sendera La Camèlia; finalment, el municipi compta amb nombrosos col·legis i escoles de bàsica primària.

## Dades generals
Caicedònia té una temperatura mitjana de 23°C, una altitud mitjana de 1.100 metres sobre el nivell del mar i té una extensió de 219 km².
Caicedonia és anomenada també Ciutat Sentinella de la Vall i catalogada pels seus habitants com El mejor vividero del mundo.
Compta amb quatre parròquies catòliques: La nostra Senyora del Carme, Sant Judes Tadeu, Santíssima Trinitat i el Santuari Santa Maria Mare de Déu localitzat a la sendera de Montegrande.

## Divisió Político-Administrativa
La seva Capçalera municipal, està dividida en els barris: El Carmen, L'Esbarjo, Fundadors, Gutiérrez i Arango, Kennedy, La Camèlia, La Ciudadela, La Gerència, Las Americas, Las Carmelitas, Lleras, Maria Immaculada, Obrero, Valle del Cauca, Zúñiga, La Guyana, Maria Mercedes, El Rosario, La Isabella, El Progreso i els subsectors El Cobipo i La Ceiba.
Caicedonia té sota la seva jurisdicció els Centres poblats següents:
- Barragan
- Les Delícies
- Samaria
- Villa Aures

## Cultura
Caicedònia fa part dels municipis del Paisatge Cultural Cafeter, declarat Patrimoni de la Humanitat per la UNESCO el 2011.

## Geografia
La regió nord, entre els rius Pijao i Barragán, amb pendents de zero a tres graus, és una àrea d'un relleu pla, matisat per alçades entre els 1050 i els 1.200 metres sobre el nivell del mar.
Aquest tipus de topografia correspon a les senderes La Rivera, Barragán, Montegrande, La Camèlia, Bosque Bajo i Limones. Es tracta d'una superfície d'aproximadament el 45% d'àrea total del Municipi.
Les regions central, sud-oriental i sud-occidental del Municipi estan conformades per un paisatge de turons alts i muntanyes, amb pendents entre el dotze, 25 i 50% d'inclinació, amb elevacions fluctuants entre els 1.200 i 1.800 metres sobre el nivell del mar. Aquest tipus de topografia correspon a, més o menys, el 35% del territori.
El 20% restant de la superfície de Caicedonia varia entre els 1.800 i 2.200 metres sobre el nivell del mar, amb paisatges de muntanya alta, de relleu escarpat i fortament trencat, els quals prevalen a la zona sud central del Municipi.